# جين وايلد هوكينغ
جين وايلد هوكينغ (بالإنجليزية: Jane Wilde Hawking)‏ (29 مارس 1944 في سانت ألبانز في المملكة المتحدة – )؛ هي مؤلفة وتربوية إنجليزية. وهي الزوجة السابقة للعالم ستيفن هوكينغ.

## الحياة الشخصية
ولدت جين للأبوين بيريل وجورج وايلد. نشأت في مدينة سانت ألبانز في مقاطعة هارتفوردشير ولاحقاً درست اللغات. تزوجت من ستيفن هوكينغ سنة 1965، التي التقت به في حفلة لأصدقاء الكلية. وأنجبوا ثلاثة أطفال هم: روبرت (سنة 1967)، ولوسي (سنة 1970)، وتيم (سنة 1979). بعد سنوات من العمل على أطروحة الدكتوراه في كلية يستفيلد، حصلت على درجة الدكتوراه في الشعر الإسباني في القرون الوسطى سنة 1981. انفصل جين وستيفن في سنة 1990، ثم تطلقا بعد خمس سنوات. دعمت جين زوجها ستيفن خلال مشاكله الصحيّة التي مر بها، وساعدته للإستمرار بعمله.

## روابط خارجية
- جين وايلد هوكينغ على موقع IMDb (الإنجليزية)
- جين وايلد هوكينغ على موقع قاعدة بيانات الفيلم (الإنجليزية)